# Дакови-Мокре
Дакови-Мокре (пол. Dakowy Mokre, нім. Nassenau) — село в Польщі, у гміні Опалениця Новотомиського повіту Великопольського воєводства.
Населення — 503 особи (2011).
У 1975-1998 роках село належало до Познанського воєводства.

## Демографія
Демографічна структура станом на 31 березня 2011 року:
|          | Загалом | Допрацездатний вік | Працездатний вік | Постпрацездатний вік |
| -------- | ------- | ------------------ | ---------------- | -------------------- |
| Чоловіки | 255     | 63                 | 172              | 20                   |
| Жінки    | 248     | 43                 | 150              | 55                   |
| Разом    | 503     | 106                | 322              | 75                   |